# Asedio de Sardes
El asedio de Sardes tuvo lugar en diciembre del año 547 a. C. Tras las batallas de Pteria y Timbrea, el rey persa Ciro el Grande había obligado a refugiarse a los lidios en su capital, Sardes. Ciro II asedió la ciudad, que resistió 14 días. A partir de ese momento Lidia quedó oficialmente anexionada al Imperio persa. No obstante varios territorios, que formaban parte del Imperio lidio pero que habían sido antes sendos estados independientes, como Jonia y otras colonias griegas, se alzaron en armas contra Persia, dando comienzo a las guerras médicas.
Dice Heródoto que en el 14º día de asedio Ciro comunicó a sus soldados que premiaría a quien escalase las murallas de la ciudad. Aunque muchos fallaron, un soldado de nombre Hiréades consiguió ascender por una zona que miraba al Tmolo, no vigilada por considerarse inexpugnable. Se cuenta que la idea de Hiréades se le ocurrió tras atisbar a un lidio que bajó por allí a recoger algo que se le había caído y volvió a subir escalando. Una vez Hiréades dio ejemplo, otros persas ascendieron y lograron rendir la ciudad, que fue saqueada acto seguido.
Tras el asedio Sardes se convirtió en capital de la satrapía persa de Lidia, incluso conservó su esplendor y riqueza durante la conquista romana de Anatolia.